# Principii de viață
Principii de viață este un film românesc lansat în 2010, realizat în regia lui Constantin Popescu. Scenariul a fost scris de Răzvan Rădulescu și Alexandru Baciu, inițial pentru regizorul Radu Jude. Filmul arată întâmplări cotidiene din viața protagonistului Emilian Velicanu (jucat de Vlad Ivanov), petrecute înaintea plecării lui și a familiei sale (actuala soție cu copil mic și fiul său adolescent dintr-o căsnicie anterioară, jucat de Gabriel Huian) într-un concediu de vară. 

## Sinopsis
În deschiderea filmului, protagonistul Emilian Velicanu, care nu mai fumează de 42 de zile, inspectează într-o vineri dimineața șantierul vilei sale în construcție. Se pregătește să plece în concediu a doua zi, însă trebuie să rezolve înainte o problemă la tipografia în care lucrează. 
Pe măsură ce acțiunea avansează, este dezvăluit că Emilian este căsătorit recent cu o femeie tânără, Ruxi, cu care are un copil mic. Dintr-o căsătorie anterioară, cu Viki, Emilian îl are pe Cătălin, care este în faza dificilă a adolescenței. Între apeluri telefonice insistente ale doamnei Roman, care sună în legătură cu comanda pe care tipografia trebuie să o onoreze, Velicanu merge la soția sa, apoi la tipografie și în cele din urmă cu fiul său la cumpărături, pentru undițe și accesorii de înot. În supermarket au o discuție stânjenitoare despre sex și principii de viață. 
Velicanu se duce a doua zi dimineața la casa fostei sale soții să-l ia pe Cătălin, găsind-o supărată pentru că acesta o înjurase. Băiatul se joacă la calculator și nu mai vrea să meargă în concediu cu tatăl său. Acesta îl ia inițial ușor, însă când și el înjurat de băiat, își pierde controlul și îl bate pe Cătălin, scoțându-l cu forța din casă. Filmul se încheie cu o scenă în care Velicanu închide portiera mașinii și pornește spre mare.

## Distribuție
- Vlad Ivanov - Emilian Velicanu, protagonistul filmului
- Gabriel Huian - Cătălin, fiul cel mare al lui Velicanu
- Crina Mureșan - Viki, fosta soție a lui Velicanu
- Nicolae Nastasia - Siviu, noul partener de viață al lui Viki
- Rodica Lazăr - Ruxi, noua soție a lui Velicanu
- Marc Solomon - copilul mic al lui Velicanu
- Gabriel Spahiu - Anton
- Victoria Cociaș - Doctorița Bădiliță
- Constantin Diță - Viorel, băiatul responsabil de la vilă
- Eugen Bucur - meșterul
- Mugurel Coman - vecinul
- Mihaela Teleoacă - Doamna Roman

## Producție
La realizarea filmului a contribuit și Centrul Național al Cinematografiei și HBO. Printre finanțatori se numără BV McCann Erickson, Teleclub și City Cinema Management. Dan Teodorescu, solistul grupului muzical Taxi, face o scurtă apariție cameo, jucând primul client de la bancă. Cristina Ivan, coordonatoarea de producție și casting joacă o paznică și Adrian Pavelescu, directorul de producție, un șef de raion. Marius Stoianov a făcut un „making of”. Despre scena bătăii de la capătul filmului, Gabriel Huian a spus: „Am tras șapte duble. Pe sub haine am avut un costum de neopren care a atenuat durerea și tricoul larg a fost numai bun pentru a-l masca. Au durut puțin de la a 5-a dublă, dar am fost atât de implicat în scenă încât nu mă mai gândeam la durere. Vlad a venit la mine și mi-a spus: «dacă vrei pot să dau mai încet, că deja mi-e milă»”.

## Recepție
La fel ca și primul lungmetraj al regizorului, Portretul luptătorului la tinerețe (2008), Principii de viață a avut o întâmpinare cel mult împărțită din partea criticii. Critica Iulia Blaga opinează că regizorul își caută încă stilul, riscând să dea aici un exemplu de manierism al stilului minimalist. Ea critică regizorul filmului, pentru ritmul și construcția tensiunii cinematografice. Compară Principii de viață cu Felicia, înainte de toate (2009), care reprezintă debutul regizoral al scenografului ambelor filme, Răzvan Rădulescu. Criticul de film Lucian Maier descrie filmul ca „lipsit de naturalețe” și de viață, găsind cusur în faptul că „e cusut cu ață albă (...) Emilian Velicanu, în douăzeci și patru de ore din viața sa, trebuie să bifeze suficiente check point-uri încît să motiveze reacția sa din final, cea în care sînt vizibile principiile de viață în toată nuditatea lor.” O altă opinie critică e exprimată de Violeta Ion, care desființează filmul, însă laudă jocul actoricesc al lui Ivanov.